# كويزي رمادي
كويزي رمادي (الاسم العلمي: Cantharellus cinereus) هو نوع من الفطريات يتبع جنس الكويزي من فصيلة الكويزية.